# Земли Германии
Земля́ (нем. Land — «земля, страна») в современной Германии с 1919 года — административно-территориальные образования, входящие в состав государства на децентрализованных, а с 1949 года — на федеративных началах.
В XVIII столетии на германских землях было приблизительно 350 государств (владений), а после венского конгресса стало 36 государств. В современный период времени в Германской федерации (ФРГ) государства (земли) имеют свои конституции, выборные законодательные органы (ландтаги), правительства, судебные органы, которые пользуются определенной автономией в вопросах внутренней организации и местного самоуправления при широких полномочиях во всех основных сферах государственного управления и законодательства федеральных органов. Для отличия от «страны» в широком значении слова часто также употребляется термин «федеральная земля» (нем. Bundesland), но в юридических документах, таких как, например, Основной закон ФРГ или конституциях земель, он не используется, вместо него употребляется термин «немецкие земли» (Deutsche Länder) или «земли Федеративной Республики Германия» (Länder der Bundesrepublik Deutschland).

## Современное состояние
В официальном наименовании земель слово Land присутствует не всегда. Так, лишь одиннадцать из 16 земель официально имеют это обозначение в своём названии. Три земли официально называются «свободными государствами» (Бавария, Саксония и Тюрингия) и ещё две (Гамбург и Бремен) именуются «свободными городами», однако особых прав по сравнению с другими землями это им не предоставляет и такие обозначения носят исторический характер.
Десять западных земель, составлявших ФРГ до объединения с ГДР, сегодня неофициально именуются «старыми землями». Пять восточных земель, составлявших некогда территорию Германской Демократической Республики, сегодня неофициально называют «новыми». Берлин (Западный и Восточный), по причине его бывшего особого статуса, не относится ни к «старым», ни к «новым» землям, занимая промежуточное положение.
| Код | Флаг                  | Герб | Официальное название                                              | Мест в Бундесрате | Площадь, км² | Население, чел. (2018) | Плотность, чел./км² (2018) | Столица                 |
| --- | --------------------- | ---- | ----------------------------------------------------------------- | ----------------- | ------------ | ---------------------- | -------------------------- | ----------------------- |
| BW  |                       |      | Баден-Вюртемберг Land Baden-Württemberg                           | 6                 | 35 748,22    | 11 069 533             | 310                        | Штутгарт Stuttgart      |
| BY  | Флаг Баварии          |      | Свободное государство Бавария Freistaat Bayern                    | 6                 | 70 541,57    | 13 076 721             | 185                        | Мюнхен München          |
| BE  | Флаг Берлина          |      | Берлин Land Berlin                                                | 4                 | 891,12       | 3 644 826              | 4090                       | Берлин Berlin           |
| BB  | Флаг Бранденбурга     |      | Бранденбург Land Brandenburg                                      | 4                 | 29 654,48    | 2 511 917              | 85                         | Потсдам Potsdam         |
| HB  |                       |      | Свободный ганзейский город Бремен Freie Hansestadt Bremen         | 3                 | 419,36       | 682 986                | 1629                       | Бремен Bremen           |
| HH  | Флаг Гамбурга         |      | Свободный и ганзейский город Гамбург Freie und Hansestadt Hamburg | 3                 | 755,09       | 1 841 179              | 2438                       | Гамбург Hamburg         |
| HE  |                       |      | Гессен Land Hessen                                                | 5                 | 21 115,68    | 6 265 809              | 297                        | Висбаден Wiesbaden      |
| MV  |                       |      | Мекленбург-Передняя Померания Land Mecklenburg-Vorpommern         | 3                 | 23 294,62    | 1 609 675              | 69                         | Шверин Schwerin         |
| NI  | Флаг Нижней Саксонии  |      | Нижняя Саксония Land Niedersachsen                                | 6                 | 47 709,50    | 7 982 448              | 167                        | Ганновер Hannover       |
| NW  |                       |      | Северный Рейн-Вестфалия Land Nordrhein-Westfalen                  | 6                 | 34 112,31    | 17 932 651             | 526                        | Дюссельдорф Düsseldorf  |
| RP  | Флаг Рейнланд-Пфальца |      | Рейнланд-Пфальц Land Rheinland-Pfalz                              | 4                 | 19 858,00    | 4 084 844              | 206                        | Майнц Mainz             |
| SL  | Флаг Саара            |      | Саар Saarland                                                     | 3                 | 2 571,11     | 990 509                | 385                        | Саарбрюккен Saarbrücken |
| SN  |                       |      | Свободное государство Саксония Freistaat Sachsen                  | 4                 | 18 449,96    | 4 077 937              | 221                        | Дрезден Dresden         |
| ST  |                       |      | Саксония-Анхальт Land Sachsen-Anhalt                              | 4                 | 20 454,31    | 2 208 321              | 108                        | Магдебург Magdeburg     |
| SH  |                       |      | Шлезвиг-Гольштейн Land Schleswig-Holstein                         | 4                 | 15 804,30    | 2 896 712              | 183                        | Киль Kiel               |
| TH  | Флаг Тюрингии         |      | Свободное государство Тюрингия Freistaat Thüringen                | 4                 | 16 202,37    | 2 143 145              | 132                        | Эрфурт Erfurt           |
| DE  | Флаг Германии         |      | Федеративная Республика Германия Bundesrepublik Deutschland       | 69                | 357 582,00   | 83 019 213             | 232                        | Берлин Berlin           |

## История земель Германии

### Предшественники современных земель

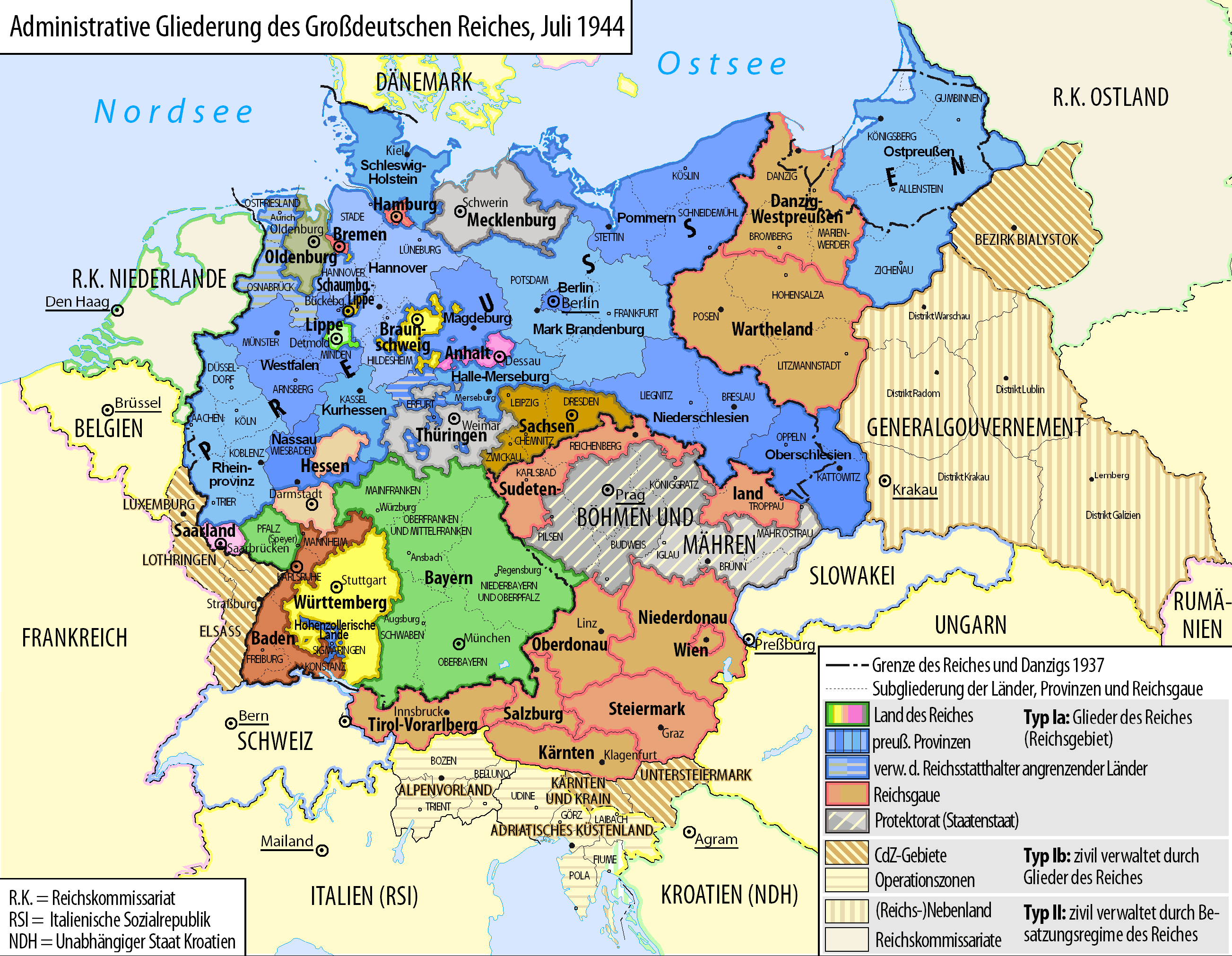
Земли, рейхсгау и другие территории, находящиеся под управлением «Великогерманской империи» (1944)

Исторически на территории Германии до середины XIX века существовало множество отдельных суверенных государств, и в течение веков политическая карта Германии значительно менялась. После создания единой империи в 1871 году Германия включала в себя 25 государств (четыре королевства, шесть великих герцогств, пять герцогств, семь княжеств, три вольных города с выборными главами государства, а позднее к ним была приравнена одна «имперская земля»). При этом крупнейшим государством империи было Королевство Пруссия, занимавшее более половины его площади.
Конституция 1919 года заменяла термин «государство» термином «земля», а также установила для всех них обязательность республиканской формы правления. В последующие несколько лет число земель в составе Веймарской республики сократилось — некоторые из них были упразднены и вошли в состав более крупных образований; другие объединились, образовав новые земли. К 1 мая 1920 года семь тюрингских государств объединились в единую землю Тюрингия. Свободное государство Вальдек в 1929 году вошло в состав Свободного государства Пруссия.
Во времена диктатуры НСДАП в Германии самоуправление земель было отменено. Сами земли продолжали существовать, при этом их число продолжало сокращаться: в 1934 году Свободное государство Мекленбург-Шверин и Свободное государство Мекленбург-Штрелиц были объединены в землю Мекленбург, а Свободный и ганзейский город Любек в 1937 году был присоединён к Пруссии, став одним из городов окружного подчинения прусской провинции Шлезвиг-Гольштейн.

### Послевоенное формирование земель

Созданные в 1947—1949 земли на территории четырёх зон оккупации

После Второй мировой войны в 1945 году Германия была оккупирована четырьмя державами (Союз Советских Социалистических Республик, Соединённое Королевство, Соединённые Штаты Америки и Французская Республика) и находилась под управлением военных администраций этих союзных государств. Часть её территорий была передана СССР и Польше, а остальные территории были разделены на четыре зоны оккупации.
Уже 19 сентября 1945 года в американской зоне оккупации были провозглашены три государства:
- Большой Гессен (с 1946 года — земля Гессен): основная часть бывшего Народного государства Гессен[нем.] и основная часть бывшей прусской провинции Гессен-Нассау;
- Вюртемберг-Баден: северная часть бывшего Народного государства Вюртемберг и северная часть бывшей Республики Баден;
- Бавария: бо́льшая часть Свободного государства Бавария[10].

Бремен также сохранил свой статус земли, что было подтверждено указом 1947 года, включающим в состав земли Бремен также небольшую территорию Нижней Саксонии.
Указом от 23 августа 1946 года в британской зоне оккупации было ликвидировано Свободное государство Пруссия, а на её бывших провинциях провозглашались три земли:
- Шлезвиг-Гольштейн (бывшая провинция Шлезвиг-Гольштейн);
- Ганновер (бывшая провинция Ганновер);
- Северный Рейн — Вестфалия (бывшая провинция Вестфалия, а также округа Аахен, Дюссельдорф и Кёльн бывшей Рейнской провинции)[12].

Позднее земля Ганновер вместе с территориями бывших Свободного государства Ольденбург, Свободного государства Брауншвейг и Свободного государства Шаумбург-Липпе были объединены в землю Нижняя Саксония. Гамбург сохранил свой статус свободного города и самостоятельной земли. Земля Липпе (территория бывшего Свободного государства Липпе) первоначально сохранила самостоятельность, но в 1947 году была передана в состав земли Северный Рейн — Вестфалия.
Во французской зоне оккупации в 1945 году были созданы три земли:
- Южный Баден (с 1947 года — Баден): южная часть бывшей Республики Баден;
- Вюртемберг-Гогенцоллерн: южная часть бывшего Народного государства Вюртемберг и бывшей прусской провинции Гогенцоллерн;
- Рейнланд-Пфальц: южные округа Кобленц и Трир прусской Рейнской провинции, западная часть провинции Гессен-Нассау, юго-западная часть государства Гессен — Рейнгессен и баварский Пфальц.

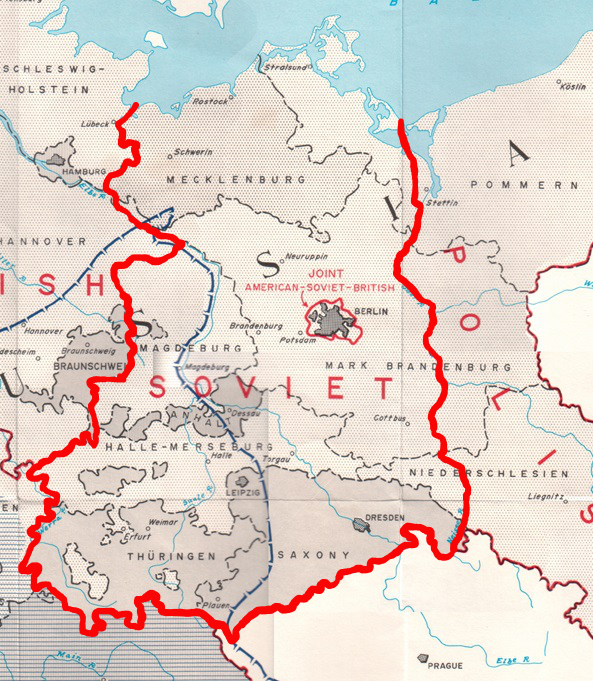
Территория Германской империи в советской зоне оккупации

В советской зоне оккупации были образованы пять земель:
- Бранденбург: оставшаяся после отторжения части территории в пользу Польши часть прусской провинции Бранденбург;
- Мекленбург: бывшая земля Мекленбург с оставшимися частями прусской провинции Померания;
- Саксония-Анхальт: Свободное государство Анхальт, бо́льшая часть прусской провинции Саксония и небольшие брауншвейгские и тюрингские эксклавы;
- Саксония: Свободное государство Саксония вместе с остатками прусской Нижней Силезии;
- Тюрингия: бывшая земля Тюрингия вместе с округом Эрфурт прусской Саксонии.

Берлин имел особый четырёхсторонний статус и управлялся всеми четырьмя державами, позже образовался Западный Берлин и Восточный с особыми статусами. Саар, входивший сначала во французскую зону, в 1947 году был выведен из сферы управления Контрольного совета и получил собственную конституцию в качестве французского протектората.
Таким образом, при послевоенном формировании земель традиционная общность землячеств и исторически сложившиеся границы учитывались не всегда, и границы земель нередко определялись границами зон оккупации. В 1949 году земли, сформированные в американской, британской и французской зонах оккупации, образовали Федеративную Республику Германии. На землях в советской оккупационной зоне в 1949 году была провозглашена Германская Демократическая Республика, однако уже в 1952 году земли в ГДР были упразднены в пользу округов в составе унитарного государства.

### Последующее развитие
В 1952 году земли Вюртемберг-Баден, Баден и Вюртемберг-Гогенцоллерн были объединены в единую землю Баден-Вюртемберг. В 1956 году, в результате проведённого референдума и подписания Люксембургского договора с Францией, в состав ФРГ вошла находящаяся под французским протекторатом Саарская область в виде десятой земли Саар. Официально Саар вошёл в состав ФРГ 1 января 1957 года.
В августе 1990 года между ФРГ и ГДР был подписан договор об объединении Германии, предусматривавший ликвидацию ГДР и вхождение её территории в состав ФРГ в виде пяти воссозданных земель (в несколько изменённых границах), а также воссоединение Восточного Берлина с Западным в рамках одной федеральной земли Берлин и переноса в него столицы Германии.
11 января 1991 года Западный и Восточный Берлин были объединены.

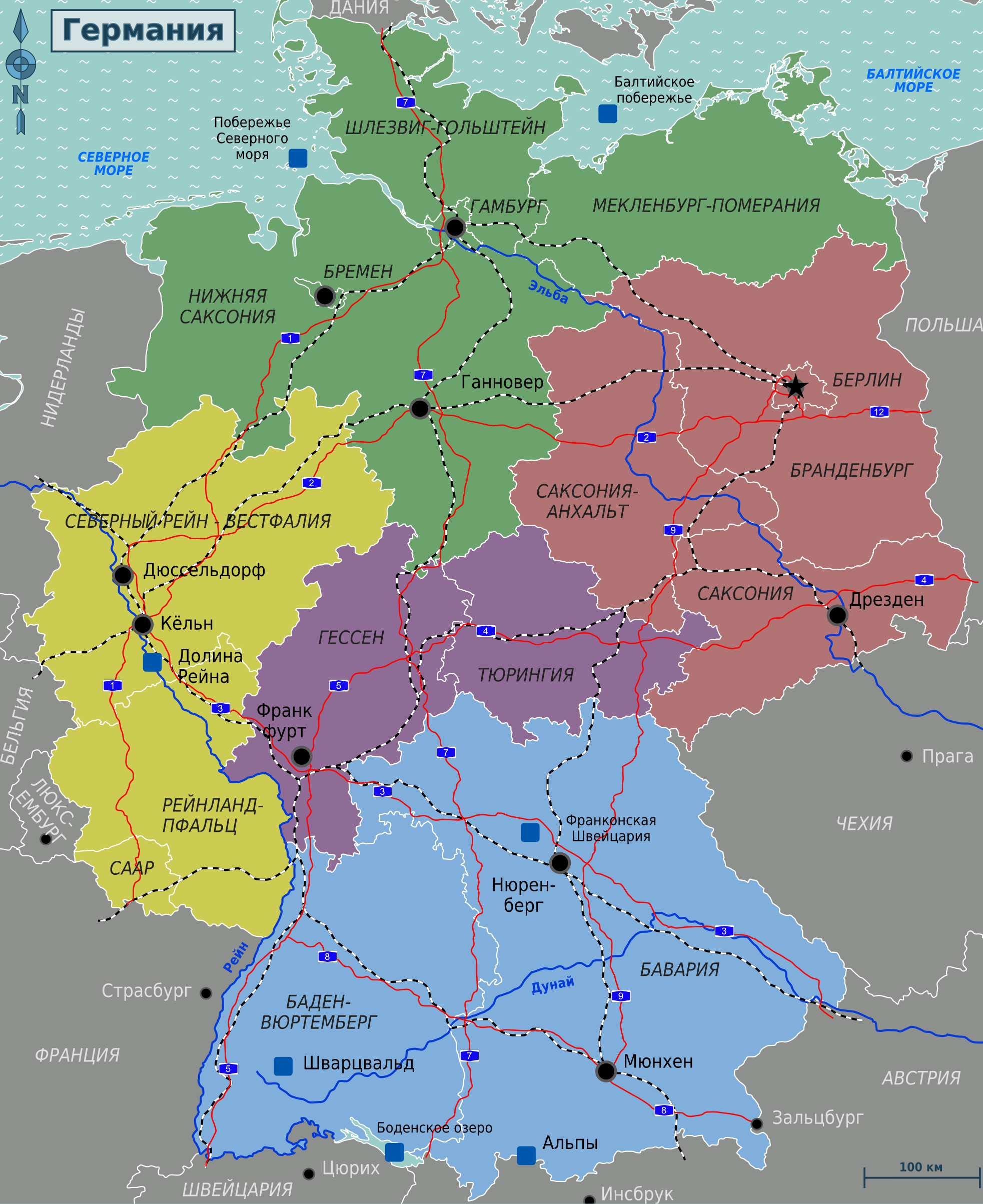
Регионы Германии

### Галерея изменений границ земель

Земли на территории четырёх зон оккупации Германии по состоянию на апрель 1949 года
Земли советской зоны оккупации на момент провозглашения ГДР в октябре 1949 года
Земли западных зон оккупации на момент провозглашения ФРГ в октябре 1949 года
Земли ФРГ в апреле 1952 года после создания земли Баден-Вюртемберг
Земли ФРГ в январе 1957 года после вступления Саара
Земли ФРГ в октябре 1990 года после воссоединения с ГДР
Современное состояние после многочисленных перераспределений небольших территорий после 1990 года